# Parasebasius
Parasebasius är ett släkte av skalbaggar. Parasebasius ingår i familjen Brentidae.
Kladogram enligt Catalogue of Life:
| Parasebasius | \| \| Parasebasius methneri \| \| \| \| \| \| Parasebasius meticulosus \| \| \| \| |
|              | \| \| Parasebasius methneri \| \| \| \| \| \| Parasebasius meticulosus \| \| \| \| |
|              | Parasebasius methneri                                                              |
|              |                                                                                    |
|              | Parasebasius meticulosus                                                           |
|              |                                                                                    |